# 佐藤秀昭
佐藤秀昭 (さとう・ひであき)は、日本のファッション・デザイナー、コラムニスト。群馬県桐生市出身。早稲田大学第一文学部卒業。

## 経歴
1979年群馬県出身。早稲田大学文学部卒業。
大学在学中に独学で服作りを学び、友人とともに「TOKYO RIPPER」というアパレルブランドを設立。ZIPPER、Cutie、FRUiTSなどの雑誌に取り上げられ、1999年、ASAYANのデザイナーズオーディションで渡米。
帰国後、2002年10月に当時最年少で東京コレクションにデビューし、パリやニューヨークなど海外にも進出したが、2009年に自身のブランドを休止し、大手メーカーに入社。
学生時代に学んだ純文学や現代美術の影響も感じられるテーマをシーズンごとのコンセプトとして打ち立て、またブランド立ち上げ当初よりエコロジーへの関心が強く、ヴィンテージのバーバリーのトレンチコートやリーバイスのデニムをリメイクした一点物やレコードを素材にしたバッグなどをコレクションで発表した。
店舗の内外装には廃材を利用し、古着のリサイクルキャンペーンを企画し、エコ地域通貨へ加入する等、エコロジー&リサイクルをコンセプトとしてオリジナルショップを展開した。レディースコレクションが中心だが、一部、メンズコレクションも発表。その他、ユニセックスタイプのコレクションも見受けられた。
ブランド休止後はOEMメーカー、繊維商社を経て、大手メーカーの海外事業本部に勤務。中国やインドなどでモノづくり、日本のブランドの海外展開に携わり、現地の文化やライフスタイルをコラムとして寄稿している。
2002年10月、東京コレクションデビュー
2005年7月、有限会社エレイン設立
2006年4月、オンリーショップ「portrait of a cloud」を渋谷にオープン
2009年4月、ブランド休止